# Centzon Huitznahua

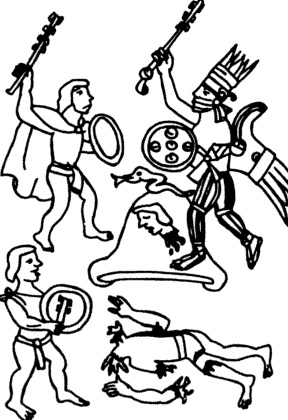
Représentation du massacre des Centzon Huitznahua par Huitzilopochtli (contour d'une des illustrations du Codex de Florence).

Les Centzon Huitznahua (nom qui s'orthographie également Centzonhuitznahua et se traduit souvent par les Quatre Cent méridionaux car il signifie littéralement en nahuatl « les quatre cent de près des épines », c'est-à-dire, symboliquement, « les innombrables du sud ») sont, dans la mythologie aztèque, les dieux des étoiles du sud. 
Avec leur sœur Coyolxauhqui, les Centzon Huitznahua décidèrent de tuer leur mère Coatlicue car ils estimaient que sa grossesse tardive et mystérieuse était un déshonneur pour toute leur famille ; leur mère était en effet tombée enceinte de Huitzilopochtli après qu'une boule de plumes qu'elle avait balayée lui avait touché la poitrine. Cependant, Huitzilopochtli, au lieu-dit Coatepec (une montagne), sortit du sein de sa mère armé d'un bouclier et d'un xiuhcoatl (« serpent de feu », expression qui symbolise probablement un atlatl, c'est-à-dire un propulseur), et massacra sa sœur et les Centzon Huitznaua. Ce massacre symbolise l'arrivée du Soleil qui fait disparaître les étoiles du ciel nocturne.
Le massacre des Huitznahua est rapporté par Bernardino de Sahagún, Diego Durán et Fernando Alvarado Tezozómoc. On le retrouve également dans le Codex Azcatitlan.